# Плотва (річка)
Плотва́  — річка у  у Вільхуватській сільській громаді Куп'янського району та Вовчанській міській громаді Чугуївського району Харківської області, ліва притока Вовчої.

## Опис
Довжина 32 км, похил річки — 1,4 м/км. Формується з багатьох безіменних струмків та водойм. Площа басейну 270 км².

## Розташування
Плотва бере початок на північно-східній околиці села Грачівки. Тече переважно на північний схід у межах сіл Купине, Чорне, Нефедівка, Благодатне, Василівка, Іванівка та Захарівка. В селі Охрімівка впадає в річку Вовчу, ліву притоку Сіверського Дінця.

## Притоки

### Ліві
- Мослинський Яр - витік у Вільхуватській громаді, у селі Грачівка[1]
- Гузаків Яр - притока у Вільхуватській громаді, впадає у Плотву у селі Купине[2]
- Страшний Яр - притока у Вільхуватській громаді, бере початок західніше села Устинівка, тече на захід і впадає у Плотву у селі Купине[3]
- Смоляний Яр - притока у Вільхуватській громаді, починається на південному заході від села Івашкине, тече на захід і впадає у Плотвуна північно-східній околиці села Чорне Чорне[4]
- Пітухів Яр - притока у Вільхуватській громаді, починається на північному заході від села Вільхуватка, тече на північний захід і впадає у Плотву у селі Чорне[5]
- Слизнів Яр
- Балка Радина - притока у Вільхуватській громаді, впадає у Плотву у селі Нефедівка[6]
- Балка Березчина - притока у Вільхуватській громаді, впадає у Плотву у селі Нефедівка. У ХІХ ст. у верхів'ї існував хутір Березки [7]
- Балка Орлів - притока у вільхуватській громаді, впадає на західній околиці села Нефедівка.[8]
- Валхів Яр
- Яр Ромашки
- Яр Прокурорський
- Яр Западний - притока у Вовчанській громаді, впадає у Плотву у селі Захарівка[9]

### Праві
- Лобанів Яр - притока у Вільхуватській громаді, починається у селі Лобанівка, тече на південний схід і впадає у Плотву у селі Купине[10]
  - Вороб'їв Яр - ліва притока Лобанового яру, впадає нижче села Лобанівка[11]
- Вороб'їв Яр - притока у Вільхуватській громаді, впадає на південній околиці села Купине[12]
- Балка Вершина - притока у Вільхуватській громаді, впадає на північно-східній околиці села Чорне[13]
- Бузів Яр.
- Яр Канащин - притока у Вовчанській громаді, впадає навпроти села Василівка[14]